# ミドルトン子爵
ミドルトン子爵（英語: Viscount Midleton）は、アイルランド貴族の子爵位。
アイルランド王国の政治家・弁護士アラン・ブロドリックが1717年に叙されたのに始まる。1920年には9代子爵セントジョン・ブロドリックがミドルトン伯爵に叙されたのでミドルトン子爵位はその従属爵位となったが、同伯爵位は1979年に継承者が絶えて廃絶。一方ミドルトン子爵位は親族に継承されて存続した。2016年現在の当主は12代子爵アラン・ブロドリック。

## 歴史

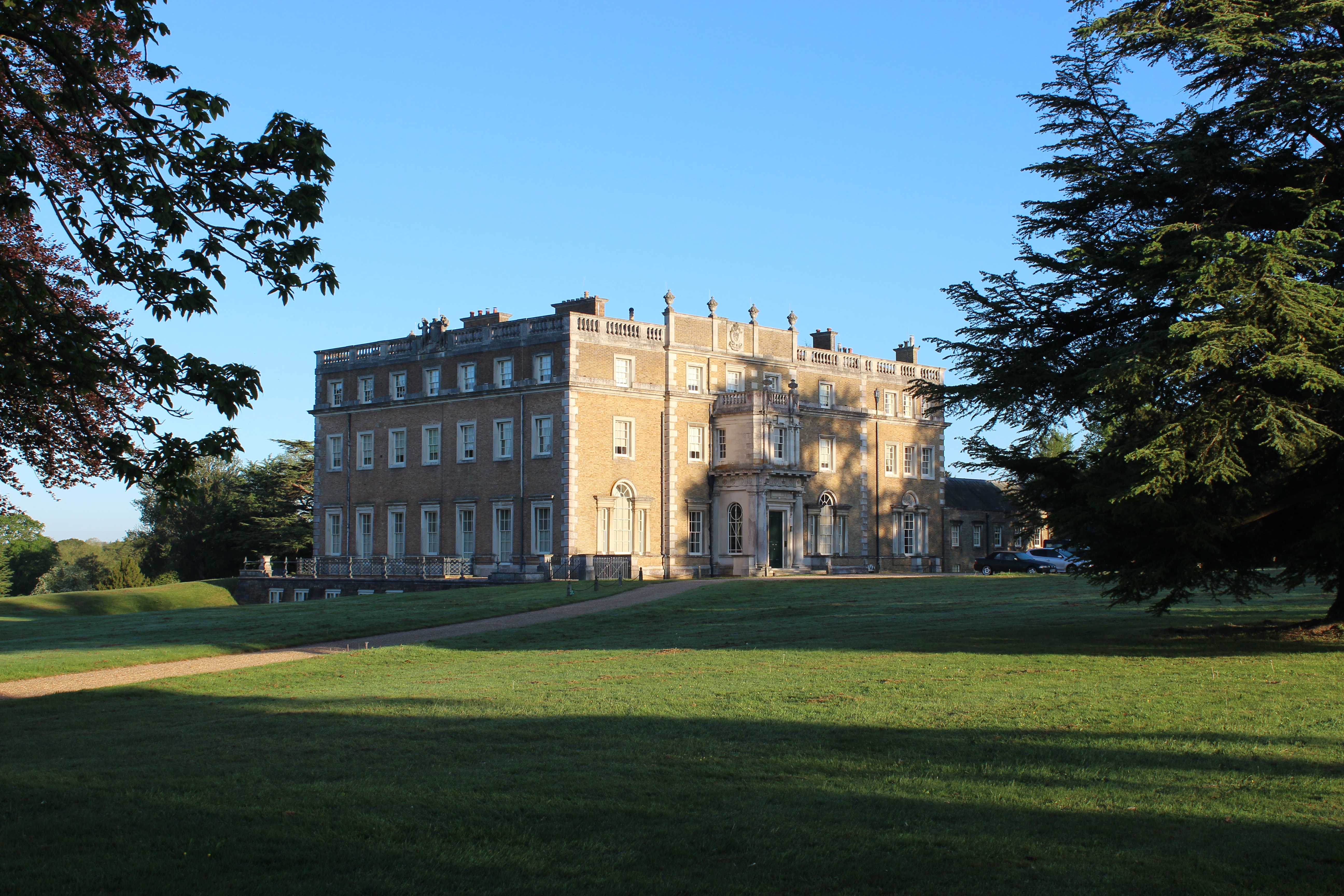
ミドルトン子爵(伯爵)ブロドリック家のかつての邸宅ペパー・ハロー

アングロ＝アイルランド人のアイルランド王国の政治家・弁護士アラン・ブロドリック(1656–1728)は、アイルランド下院議長(在職1703年-1710年、1713年―1714年)やアイルランド大法官(1714年-1725年)などを歴任し、1715年4月13日にアイルランド貴族爵位 コーク県におけるミドルトンのブロドリック男爵 (Baron Brodrick, of Midleton in the County of Cork)、1717年8月15日にアイルランド貴族爵位コーク県におけるミドルトンのミドルトン子爵 (Viscount Midleton, of Midleton in the County of Cork)に叙された。
4代子爵ジョージ・ブロドリック(1754–1836)は、グレートブリテン王国の下院議員を務め、1796年6月11日に特別継承規定で彼の直系に次いで彼の父の男系男子に継承されるグレートブリテン貴族爵位サリー州におけるペパー・ハローのブロドリック男爵 (Baron Brodrick, of Peper Harow in the County of Surrey)に叙せられてイギリス貴族院議員に列した。彼以降の歴代当主もこの爵位のために襲爵とともに自動的にイギリス貴族院議員に列している。
9代子爵セントジョン・ブロドリック(1856–1942)は、19世紀末から20世紀初頭の保守党政権において陸軍大臣(在職1900年-1903年)やインド大臣(在職1903年-1905年)などの閣僚職を歴任し、1920年2月2日に連合王国貴族爵位ミドルトン伯爵(Earl of Midleton)とサリー州におけるダウンズフォードのダウンズフォード子爵 (Viscount Dunsford, of Dunsford in the County of Surrey)に叙せられた。
しかし初代伯の唯一の男子である2代伯爵ジョージ・ブロドリック(1888–1979)に子供が無かったため、彼の死とともにミドルトン伯爵位とダウンズフォード子爵位は廃絶した。
一方ミドルトン子爵位と2つのブロドリック男爵位は、7代子爵ウィリアム・ブロドリック(1798–1870)に遡っての分流であるトレヴァー・ブロドリック(1903–1988)(11代ミドルトン子爵)に継承された。
2016年現在の当主はその甥にあたる12代子爵アラン・ブロドリック(1949-)である。
一族の邸宅はサリー州・ゴダルミング近くにあるペパー・ハローだったが、1944年に売却している。

## 現当主の保有爵位一覧
現当主アラン・ブロドリックは以下の爵位を保有している。
- コーク県におけるミドルトンの第12代ミドルトン子爵 (12th Viscount Midleton, of Midleton in the County of Cork)
(1717年8月15日の勅許状によるアイルランド貴族爵位)
- コーク県におけるミドルトンの第12代ブロドリック男爵 (12th Baron Brodrick, of Midleton in the County of Cork)
(1715年4月13日の勅許状によるアイルランド貴族爵位)
- サリー州におけるペパー・ハローの第9代ブロドリック男爵 (9th Baron Brodrick, of Peper Harow in the County of Surrey)
(1796年6月11日の勅許状によるグレートブリテン貴族爵位)

## 歴代当主一覧

### ミドルストン子爵 (1717年)
- 初代ミドルトン子爵アラン・ブロドリック（英語版）(1656–1728)
- 2代ミドルトン子爵アラン・ブロドリック (1702–1747)
- 3代ミドルトン子爵ジョージ・ブロドリック（英語版） (1730–1765)
- 4代ミドルトン子爵ジョージ・ブロドリック（英語版） (1754–1836)
- 5代ミドルトン子爵ジョージ・アラン・ブロドリック (1806–1848)
- 6代ミドルトン子爵チャールズ・ブロドリック (1791–1863)
- 7代ミドルトン子爵ウィリアム・ジョン・ブロドリック（英語版） (1798–1870)
- 8代ミドルトン子爵ウィリアム・ブロドリック（英語版） (1830–1907)
- 9代ミドルトン子爵ウィリアム・セントジョン・フレマントル・ブロドリック (1856–1942) 
  - 1920年にミドルトン伯爵に叙される

### ミドルトン伯 (1920年)
- 初代ミドルトン伯・9代ミドルトン子爵ウィリアム・セントジョン・フレマントル・ブロドリック (1856–1942)
- 2代ミドルトン伯・10代ミドルトン子爵ジョージ・セントジョン・ブロドリック（英語版） (1888–1979)
  - ミドルトン伯位廃絶

### ミドルトン子爵 (1717年)
- 11代ミドルトン子爵トレヴァー・ローザ―・ブロドリック (1903–1988)
- 12代ミドルトン子爵アラン・ブロドリック (1949-)
  - 法定推定相続人は現当主の息子アシュリー・ルパート・ブロドリック (1980-)